# 舒衡哲
舒衡哲（Vera Schwarcz ，1947年—），汉学家，生于罗马尼亚，犹太人，耶鲁大学硕士，斯坦佛大学博士，康州衛斯理大學东亚学教授。1979－1980年曾在北京大学中文系学习。专研中国现代思想史，历史记忆等领域。
著有《中国启蒙运动：知识分子与五四遗产》（1986）、《张申府访谈录》（Time for Telling Truth is Running Out： Conversations with Zhang Shenfu，1992）、《在断裂的时间之河架桥：论中国人和犹太人的文化记忆》（Bridge Across Broken Time： Chinese and Jewish Cultural Memory，1998）